# Atari Anniversary Edition
Atari Anniversary Edition est une compilation de jeux d'arcade de l'entreprise Atari, sorti en
2001 sur PC, Dreamcast et PlayStation et en 2002 sur Game Boy Advance.
La version Game Boy Advance s'intitule Atari Anniversary Advance tandis que la version PlayStation s'intitule Atari Anniversary Edition Redux. Cette dernière version est sortie en téléchargement sur le PlayStation Network le 16 février 2011.

## Jeux
Plusieurs jeux d'arcade de la marque sont ainsi disponibles sur le même disque ou la même cartouche. Certains classiques d'arcade sont exclusifs à certaines plates-formes :
- Asteroids
- Asteroids Deluxe
- Battlezone
- Black Widow (uniquement sur PlayStation)
- Centipede
- Crystal Castles (uniquement sur PC et Dreamcast)
- Gravitar
- Millipede (uniquement sur PC et Dreamcast)
- Missile Command
- Pong
- Space Duel (uniquement sur PlayStation)
- Super Breakout
- Tempest
- Warlords